# Vilhoveț, Borșciv
Vilhoveț (în ucraineană Вільховець) este o comună în raionul Borșciv, regiunea Ternopil, Ucraina, formată numai din satul de reședință.

## Demografie
Componența lingvistică a comunei Vilhoveț
     Ucraineană (99,7%)
     Alte limbi (0,3%)
Conform recensământului din 2001, majoritatea populației comunei Vilhoveț era vorbitoare de ucraineană (99,7%), existând în minoritate și vorbitori de alte limbi.